# Galeria da Esperança

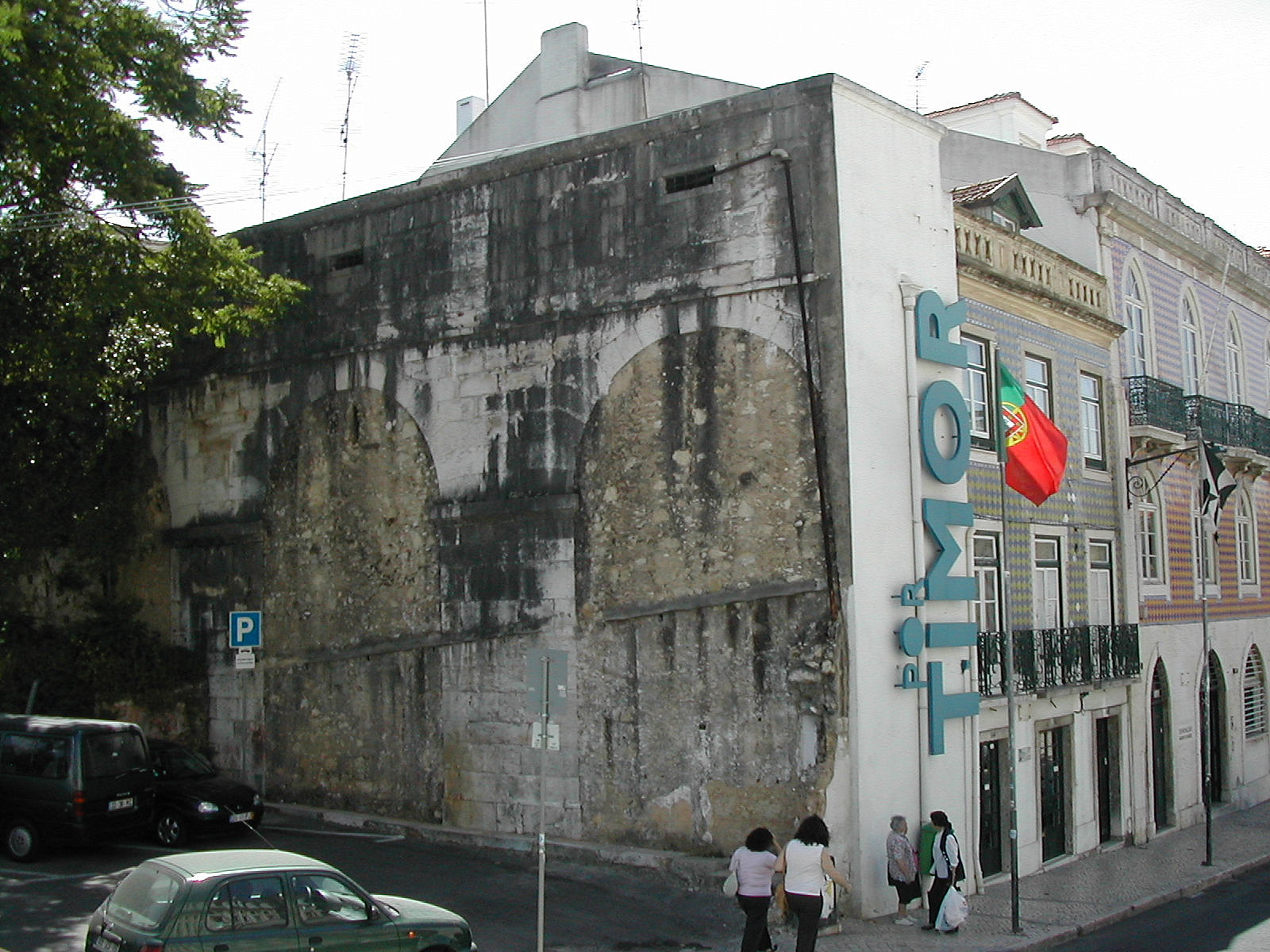
Arcadas da Galeria da Esperança imediatamente a montante do Arco de São Bento. O Arco foi desmontado para alargamento da rua de São Bento.

A Galeria da Esperança é uma das galerias de distribuição pela cidade de Lisboa da água proveniente do Aqueduto das Águas Livres.
A Galeria da Esperança sai da Mãe d'Água das Amoreiras e desce paralela à rua de São Bento e à avenida D. Carlos I até à zona do Conde Barão. Tem 1425 m de comprimento.
Arcos:
- Arco de São Bento (1758, desmontado, reconstruído na Praça Espanha)

Chafarizes:
- Chafariz da Rua do Arco (1805)
- Chafariz do Arco de São Bento (1805, desmontado)
- Chafariz da Esperança (1768)
- Chafariz do Cais do Tojo (1784)